# Eurytoma calycis
Eurytoma calycis is een vliesvleugelig insect uit de familie Eurytomidae. De wetenschappelijke naam is voor het eerst geldig gepubliceerd in 1961 door Bugbee.